# Социал-демократия в России
История социал-демократии в России берёт своё начало ещё несколько столетий назад, и та переживала свой пик развития в начале XX века. Влияние социал-демократических союзов, движений и партий на историю России было довольно значительное, в особенности к концу XIX и начала XX веков.

## Зарождение социал-демократии в России
Несмотря на факт отмены крепостного права в 1861 году, в Российской Империи оставались пережитки феодального прошлого в экономическом и общественном строе страны, что замедляло развитие государства. В деревне широко была распространена аренда с натуральными выплатами. До революции неурожаи и голод часто посещали русскую деревню, а крестьянство не имело денег для интенсификации сельского хозяйства. Не особенно лучше было и положение рабочих. Рабочий день продолжался по 12 — 13 часов, а на текстильных фабриках доходил до 15 — 16 часов. Отсутствовала всякая охрана труда. Широко применялся труд женщин и детей при более низкой оплате. Большинство рабочих жило в фабричных казармах, в общих спальнях с двумя и тремя ярусами нар. Шахтеры жили в землянках.
Подобные условия жизни и труда порождали развитие социалистических движений в России, и особенно заметны эти тенденции стали с возникновением народничества, представители которой, стремясь мирно изменить уклад жизни в обществе, просвещали население России. Чуть позже возникла более революционная организация «Земля и воля», которая стремилась поднять крестьян на революцию, однако та уже в 1879 году раскололась на «Народную волю» и «Чёрный передел». Чуть позже, народовольцы создадут крупнейшую близкую по идеям к социал-демократам партию — ПСР.

### Раскол народничества
В результате террористической деятельности, «Чёрный передел» был вынужден мигрировать из страны, а уже в 1883 года та объявила о своём разрыве с народниками и о необходимости создания движения для русского рабочего класса. Своими основными задачами группа объявила распространение марксизма и критику народничества. Так возникла первая русская марксистская организация «Освобождение труда».
Одномоментно была создана первая социал-демократическая партия в России — «Партия русских социал-демократов» в Санкт-Петербурге, что быстро установили связь с Освобождением труда (из них Благоев Димитр позже создаст БРСД). Сама же ПРСД создаст около 15 рабочих кружков, учредит газету «Рабочий» — первую социал-демократическую газету в России, однако уже в 1887 году ПРСД будет разгромлена охранным отделением.
В 1885 году будет открыто «Товарищество Санкт-Петербургских мастеровых», которая, несмотря на такой же разгром охранкой, даст начало уже другим группам, как например группе М.И. Брусницева. Уже к концу 80-х, рабочие кружки из Петербурга начинают появляться по всей стране — в Москве, Казани, Самаре, Нижнем Новгороде и других городах России.

### В рамках II-го интернационала
К концу 1895 года, социал-демократические кружки объединяются в «Союз борьбы за освобождение рабочего класса», однако в этом же году организация также быстро громится полицией, однако в национальных окраинах России уже начинают массово появляться социал-демократические движения, как например Социал-демократия Королевства Польского и Литвы, Социал-демократическая партия Литвы, Всеобщий еврейский рабочий союз в России и Польше. Уже в 1898 году с 1 по 3 марта проходит учредительный съезд РСДРП, однако полиция также пытается помешать работе партии, арестовывая 2 из 3 членов ЦК, а также громя и закрывая региональные отделения партии. Но самое важное событие этого периода для социал-демократов станет зарождение движение ревизионизма Эдуарда Бернштейна, что даст путь к современному виду социал-демократии. Так, к концу XIX века, его последователи будут преобладать в Европейских социал-демократических комитетах, однако из-за уровня политико-социального развития России, идеи Бернштейна хоть и будут развиваться в России под названием «экономисты», но не получат популярности.

## Начало XX века
В 1900-1903 годах разразился мировой экономический кризис. В феврале-марте 1901 года состоялись многочисленные демонстрации с лозунгами «Долой самодержавие». Состоялись первомайские демонстрации и стачки. Были столкновения с полицией и войсками. Волна стачек и демонстраций усиливалась в течение 1902 года, и в 1903 году произошли всеобщие политические стачки на Украине и в Закавказье. На фоне этого процесса, ПСР начинает отделяться от социал-демократов.
В этих условиях проходила подготовка ко второму съезду РСДРП. С декабря 1900 года стала выходить газета «Искра», в редакцию которой входили Плеханов, Аксельрод, Засулич, Ленин, Мартов, Потресов. Плеханов, как главный редактор, имел два голоса. Однако он упустил руководство и власть в редакции захватил Ленин. Этому способствовало то, что и Ленин, и Плеханов в равной мере боролись против «экономистов». Со второй половины 1902 года региональные социал-демократические комитеты присоединились к «Искре».

### Раскол движения
В 1903 году состоялся второй съезд РСДРП, проходивший сначала в Брюсселе, а потом в Лондоне. На съезде возник спор по первому пункту Устава между Мартовым и Лениным, и положивший начало расколу на меньшевиков и большевиков. Ленина поддержал Плеханов. Поддержал он Ленина также и против Мартынова, который, ссылаясь на Маркса и Энгельса, доказывал антимарксистскую сущность ленинской теории о «сознательности и стихийности», в особенности теории о привнесении в рабочее движение «социалистического сознания извне». Акимов, почувствовавший, куда ведёт не только Устав, но и Программа партии, заявил:
Борьба за улучшение положения пролетариата становится для партии посторонним делом и интересует её лишь как коньюнктура, в которой она действует. Проявилась тенденция обособить нашу партию и её интересы от пролетариата и его интересов. Ещё ярче это проявилось в абзаце о задачах партии. Там понятия — партия и пролетариат — совершенно обособлены и противопоставлены, первая как активно действующее коллективное лицо, второй как пассивная среда, на которую воздействует партия. Поэтому в предложениях проекта имя партии везде фигурирует как подлежащее, имя пролетариата как дополнение.
По итогу голосования, за программу Ленина было отдано 23 голоса против 28. За проект Мартова — 28 против 22. Однако из-за провокации Ленинцев, сторонники Мартова попросту бойкотировали и покинули съезд, позволив Ленину, пользуясь отсутствием оппонентов, избрать выгодный себе ЦК и ЦО партии. Из-за избрания враждебного ЦО, Мартов вышел из редакции, а чуть позже Плеханов под давлением партийной массы предложил Ленину восстановить старый совет редакции, после чего Ленин демонстративно вышел из неё, благодаря чему старый совет ЦО был восстановлен. Раскол окончательно оформляется. В руках меньшевиков оказывается Совет партии и «Искра», а у большевиков — ЦК. 32 региональных комитета и 35 С-Д групп в России поддержали большевиков, 23 комитета и 27 групп — меньшевиков, 10 комитетов и 43 группы были нейтральными.
Немецкие социал-демократы крайне негативно отнеслись к расколу партии и в особенности к Ленину. Каутский настаивал на примирении большевиков и меньшевиков, однако безуспешно.

### Революция 1905 года
Во время революции 1905 года, популярность и влияние меньшевиков было во много раз больше, чем большевиков, что ярко показали выборы в Петросовет, где председателем был избран меньшевик Хрусталёв-Носарь, а когда тот был арестован — ещё на тот момент меньшевик Троцкий. Ленин вовсе не был избран в Петросовет.
Революция 1905 года обострило ненависть рядовых социал-демократов к своему руководству, которое из-за раскола делало партию крайне малоэффективной. Так, началось объединение большевистских и меньшевистских региональных комитетов, чему активно препятствовал Ленин:
Объединить две части — согласны. Спутать две части — никогда
Ленин требовал создания двух независимых съездов по вопросам объединения на условиях сохранения своей фракции и своих организаций. Когда открылся четвёртый съезд РСДРП оказалось, что на нём 62 голосами обладали меньшевики, и только 46 большевики. На съезде шли острые дебаты об аграрном вопросе, где Плеханов вновь указал на то, что взгляды Ленина противоречат марксизму:
Проект Ленина тесно связан с утопией захвата власти революционерами…
Бланкизм или марксизм — вот вопрос, который мы решаем сегодня...
На съезде был избран новый состав ЦК и ЦО, где в ЦК вошло 7 меньшевиков (В. Розанов, Л. Гольдман, Л. Радченко, В. Крохмаль, Б. Бахметьев, П. Колокольников, С. Хинчук) и 3 большевика (В. Десницкий-Сосинский, Л. Красин, А. Рыков, которого потом, после ареста заменил А. Богданов). Кроме того, в ЦК были введены представители СДП Польши и Литвы — А. Варский и Ф. Дзержинский, от латышей — К. Данишевский, от Бунда — Р. Абрамович и А. Крамер. В состав редакции ЦО вошли только меньшевики: Мартов, Мартынов, Маслов, Потресов.
Сразу после его избрания, Ленин начал активную работу по дискредитации ЦК партии, а большевистские силы намеренно проигнорировав решение партии, взяли курс на вооружённое восстание. Однако вооружённое восстание провалилось, и большевики вынуждены были присоединиться к предвыборной борьбе. В рамках формирования коалиции, большевики пытались саботировать заключение блока с кадетами, которое потерпело поражение на конференции в Таммерфорсе. Из 65 членов РСДРП в думе, только 15 было большевиками, а председателем фракции в парламенте стал Ираклий Церетели.

### Между революциями
На V-м съезде РСДРП число голосов у большевиков и меньшевиков выровнялось — за первых было 89, а за вторых 88 голосов, однако большевики вновь потерпели на нём поражение, на этот раз за счёт вопроса о деятельности ЦК. На съезде ЦК было избрано 5 большевиков и 4 меньшевика.
После роспуска II-й думы и реформы избирательного закона, а также репрессий, последовавших за столыпинскими реформами, многие социал-демократические организации были разгромлены, а более 900 его деятелей мигрировало. В этих условиях начали формироваться новые течения в РСДРП. Фракция Аксельрода, Дана, Мартова стояла за приспособление партии к условиям парламентской России, за создание широкой легальной партии и отказ от конспирации. Это было наиболее влиятельное течение. Второе течение среди меньшевиков (фракция Плеханова) стояла за сохранение конспиративного характера партии. Среди большевиков возникла фракция «богоискателей» (Богданов), которые объединились в группу «Вперёд». Кроме того, возникли течения «отзовистов», требовавших отозвать депутатов из Думы, и «ультиматистов», предлагавших в ультимативной форме потребовать от думской фракции социал-демократов выполнять решения партии. Ленин заключил блок с Плехановым против «отзовистов».
Тем временем объединительное движение в первичных организациях нарастало, а поскольку и ЦК выступил за объединение, то Ленину приходилось лавировать. В январе 1910 года в Париже по инициативе внефракционного Троцкого и Бунда был созван «Объединительный пленум» ЦК. Ленин был против созыва пленума, но активной борьбы против него не вёл. Впрочем, пленум не удался, Плеханов на него вообще не явился. Объединение оказалось иллюзорным, а фракционная борьба только обострилась.

### Революции 1917 годов
По мере действия Первой Мировой Войны и увеличения усталости от войны, деятельность социал-демократов активизировалась. Однако, когда произошла Февральская революция, которая прошла совершенно стихийно, ударила по позициям партии — ни у большевиков, ни у меньшевиков во время революции не было никаких значимых сил, из-за чего Петросовет перешёл в руки эсеров.
С момента прибытия Ленина назад в Россию, начался уход большевиков от изначальных тезисов марксизма, из-за чего Плеханов называл апрельские тезисы бредом, никак не связанным ни с социал-демократией, ни с марксизмом. Именно с момента провозглашения апрельских тезисов можно считать, что большевики окончательно трансформировались из социал-демократов в иную политическую силу.
Из-за отношения к Временному Правительству, в левых рядах начался очередной раскол:
Эсеровские ораторы, как известно, выполняли в 1917 году разные мелодии. Партия была так же не едина, как и партия социал-демократов. Там — от интернационалиста Мартова до Плеханова, здесь — от левого эсера Камкова до бабушки русской революции Брешко-Брешковской и до Савинкова и Керенского. Говоря в общем и целом, Савинков и Керенский (то есть правые эсеры) были молодёжи многим ближе, чем Камков и Спиридонов, и не только: многим ближе, чем В.М. Чернов. Помню, этого последнего я слышал в Петрограде много раз, уже тогда, юношей, я был раздражен манерой говорить и спорить этого, в свое время прославленного, партийного лидера. В.М. Чернов сразу произвёл такое впечатление, как будто его диалектический талант весь направлен на одну цель: подсунуть слушателю недоброкачественный материал, как это делает приказчик сомнительной лавчонки. Хитрое, немного на сторону скошенное лицо, косящие в разные стороны глаза и… поток, неудержимый поток красивых слов, запас которых у оратора явно неистощим. Сладкая улыбка и жесты мужицкого «папаши» только увеличивали цельность образа. Таким представлялся мне В.М. Чернов в Петрограде, таким же знал я его в Праге, когда революционное оперение сильно повылезло и слова потеряли прежний глянец. Нас, молодых, не принадлежавших к партии Чернова «общественников», особенно раздражала манера его полемизировать. Было в этой манере полное презрение к истине. Полная неразборчивость в подборе аргументов и необыкновенно неприятная издевающаяся улыбочка; грубая неправда и какое-то неуважение не только к противнику, но и вообще к слушателю сменялись лирическими «отступлениями» и патетическими призывами «не бояться революции»: не бойтесь чрезмерно политических чрезмерностей Ленина — таково одно из этих, ставших знаменитыми, изречений Чернова. Предвидение событий, как видит читатель, оставляло желать лучшегоКуторга Иван. Ораторы и массы. Риторика и стиль политического поведения в 1917 году.
Многие социал-демократические силы из-за раскола не предвидели возможность левой революции, опасаясь реакционной контрревролюции, отдавая на борьбу с ней все свои доступные ресурсы. Большевики рассматривались как братья-революционеры, и мало кто мог предположить, что малопопулярные на тот момент леворадикалы смогут хоть что-то противопоставить эсерам, меньшевикам и энесам. Предупреждения же, например, Церетели о том, что «контрреволюция придёт через ленинские ворота» как правило попросту игнорировались. Августовский путч Корнилова вовсе увлёк внимание с леворадикалов на правых.
С усилением влияния большевиков и приближением Октября от эсеров окончательно отпало левое крыло. Первый учредительный съезд Партии левых социалистов-революционеров (ПЛСР) открылся 19-21 ноября 1917 года. Съезд выражал большевикам горячую поддержку. Борис Камков говорил: «Изоляция большевизма – это равносильно выходу из жизни, изоляция самих себя от совершающихся мировых событий, уходу партии СР на задворки истории». Левые эсеры вместе с большевиками входили в военно-революционный комитет и помогали им в осуществлении переворота в Петрограде. Ряд левых эсеров получили должности в Совете народных комиссаров. Зачастую максималисты и левые эсеры действовали сообща. Однако и этот альянс продлился недолго. В июле 1918 года, ПЛСР поднимает восстание в Москве, де-факто сделав политическое самоубийство.
После октябрьского переворота, Чрезвычайный съезд РСДРП окончательно закрепил победу фракции Мартова, однако было слишком поздно. РСДРП поддерживала Учредительное Собрание и призывала к созданию коалиционного социалистического правительства, а также активизировала пропаганду среди рабочих против большевистских сил.
С заключением Брестского мира, РСДРП выступила с резкой критикой мирного договора и объявила борьбу против текущих условий мирного договора.

### Гражданская война
Даже после свержения Временного Правительства, РСДРП отказалась от идеи вооружённой борьбы, однако поддерживали ограниченную союзную интервенцию.
Первое значимое выступление социал-демократов против большевиков началось 30 июня 1918 года с воззвания к народу:
Долой палачей, долой Гражданскую войну, да здравствует Учредительное собрание!
Никогда ещё не было в стране такого голода, безработицы, бестоварья и дороговизны, никогда раньше Россия не была так поругана и разбита врагами, как в правление «шутов в кровавых колпаках» – Ленина, Троцкого, Зиновьева, Крыленко, Володарского и других...
Эсеры, стремясь стать третьей силой, требовали немедленного созыва Учредительного Собрания, чего не скажешь о РСДРП, которая почти не участвовала в гражданской войне.
Первым значимым успехом соцдемов можно выделить Кубанскую раду, где было широкое представительство левых сил, а Кубанская народная республика имела собственный основной закон и армию.
Однако во время гражданской войны, социал-демократические силы не смогли прийти к согласию друг с другом, ни обеспечить его в собственных рядах. Так, Виктор Чернов осуждал вхождение эсеров наравне с правыми партиями в Уфимское правительство, считая это «предательством демократии». Эсеры также вели дискуссии и вводили спорные решения, как например демократизацию армии, что крайне плачевно сказалось на боеспособности их боевых сил. Белые офицеры из-за этого настороженно или вовсе негативно относились к эсерам, видя в них перерождённую «керенщину», из-за чего во многих местах демократии и демократические режимы постоянно уступали диктатуре, как это случилось и с Колчаком.
Ряд эсеров вошли в так называемое зелёное движение, организуя восстания и теракты, будь то деятельность Савинкова или Антонов во время тамбовского восстания. Однако даже при этом, левые движения из-за своего раскола не могли единодушно поддержать оных.
Систематические аресты ближе к началу 1919 и 1920 парализовали не только революционные и антибольшевистские партии (наподобие правого крыла ПСР), но и вовсе нейтральных или даже союзных сил, как например было с РСДРП. Однако, несмотря на борьбу и систематическое уничтожение большевиками оппозиции, РСДРП, к примеру, на момент 1920 года обладала довольно значимым влиянием на советы, будь то Совета Москвы (45 делегатов), Харькова (225), Тулы (45), Киева (30), Ташкента (20), Петербурга, Одессы, Николаева, Екатеринослава, Брянска, Режица, Витебска, Смоленска, Гомеля, Сормова, Ростова-на-Дону, Иркутска и некоторых других. Например, в Харькове вовсе РСДРП не стала лидирующей силой только из-за влияния большевиков на выборы и делегатов от красноармейцев.
Однако подобные успехи РСДРП приводили лишь к усилению репрессий, а также к насильственному исключению партии из советов и ареста её депутатов. При этом, РСДРП, пользуясь общественным недовольством или даже ненавистью, которая бурлила в 1921 году в РСФСР, а также Кронштадтское восстание, смогли добиться учреждения НЭП, за который РСДРП ратовал с 1918 года. Однако, РСДРП поплатилась за это слишком большой ценой.
В период с 1920 по 1923 год, давление на любую оппозицию, и в особенности на РСДРП усиливалось, его региональные отделения распускались, а его деятели арестовывались. В конце концов, перейдя на подпольную работу, её деятели были или арестованы, или выдавлены из страны, или были вынуждены вести тихую и скромную жизнь, а все социал-демократические движения и оппозиция была разгромлена, и прекратила своё существование вплоть до смерти Сталина.

## Социал-демократия в СССР

### Правозащитное диссидентство
После смерти Сталина, политическая жизнь в СССР оживилась. Началось формирование кружков, однако те довольно быстро были закрыты или разгромлены уже к концу 50-х годов. Однако, общественно-политическая жизнь начала формироваться уже в форме правозащитного движения.
Так, 5 декабря 1965 года, состоялась первая демонстрация с правозащитными лозунгами, которая открыла новое дыхание в политической жизни страны.
В начальный период времени, основной деятельностью активизма были демонстрации и заявления в советские инстанции о тех или иных нарушениях прав человека. Однако начавшиеся Пражская весна вынудила советские власти под угрозой либерализации начать новую волну репрессий и подавления общественного мнения. Началась реформа правозащитной деятельности, которая стала осуществлять материальную помощь политзаключённым, а также печать самиздата.
Ярким событием в эпохе стало письмо 28 мая 1969 года в ООН от «Инициативной группой защиты прав человека в СССР», после которой на её членов обрушилась волна репрессий в форме арестов и помещения в психиатрические лечебницы.
В ноябре 1970 года сформировался Комитет прав человека в СССР. Он стал первой независимой общественной организацией в СССР, что обладала собственным уставом, а в 1971 году она получила международное членство в Международной лиге прав человека. В 1974 году было открыто советское отделение Amnesty International.

### Политическое диссидентство
Наиболее ярким событием в диссидентстве СССР стал судебный процесс социал-демократа Кравченко в одноимённом деле, где тот на судебном процессе доказал ужасы советской системы, развенчав мифы об СССР в западной Европе и сокрушив там коммунистическое движение.
В Ленинграде же политические кружки всё же продолжили существовать и после их разгрома во всём СССР. Так, только летом 1965 года были арестована редакторский состав социал-демократического журнала «Колокол». В 1967-1968 году была обнаружен и разгромлен Всероссийский социал-христианский союз освобождения народа. Существовали и многие другие политические силы социал-демократического толка — группа Мальчевского и Брауна, группа Дизаблова и Пуртовых, и многие другие.
Активно диссидентство было и среди молодёжи. Так, к примеру был создан Союз независимой молодёжи, Партия истинных коммунистов, или же Марксистская партия нового типа, однако их деятельность жёстко подавлялась, а её лидеры попадали под репрессии. Подобные движения были широкомасштабны, но крайне быстро подавляемы.
Яркий пример подобных сил — Свердловская организация «Свободная Россия», которая позже была преобразована в Российскую рабочую партию.
Деятельность подобных организаций со временем имела тенденцию к расширению несмотря на все запреты и ограничения, как например было в 1979 с Союзом революционных коммунаров, однако даже с учётом роста числа, количества и массовости таких движений, советская власть держала ситуацию под условным контролем, не позволяя сформироваться подобным силам во что-то действительно крупное и значимое.

### Демократизация и гласность
С началом перестройки и разрешением формирования независимых политических сил, сразу же начался процесс возрождения РСДРП, однако подобная деятельность, как правило, шла подпольно, и изначально она оформилась в рамках социал-демократической фракции Демократического союза, а чуть позже в рамках создания Социал-демократической ассоциации СССР. СДА довольно быстро получила своих сторонников и последователей, из-за чего СДА получила собственную фракцию в ВС СССР, где около 72 депутатов вошло в СДА.
В начале 1990 года была создана Социал-демократическая партия России, которая позиционировала себя как партия-применица РСДРП. В СДПР сразу же вошли все депутаты С-Д фракции ДС. По итогу формирования, СДПР на момент формирования имела 57 человека в ВС РСФСР.
Почти сразу же, в партии начались споры и полноценная фракционная борьба. Так, на втором съезде партии, 10% относили себя к левому крылу, 34% к центру, а 47% к либеральному крылу партии.
Во время путча, СДПР была среди защитников белого дома, а также поддержала Бориса Ельцина в качестве президента РСФСР.
К 1993 году, в СДПР начался кризис, вызванный расколом партии, что было очень не кстати — проходили выборы в государственную думу, из-за чего часть депутатов избиралась от блока ЯБЛОКО, а часть от Выбора России. По итогу выборов, в госдуму прошло чуть менее 5 депутатов от СДПР. Ситуация стала угрожающей, и было решено созвать Чрезвычайный съезд СДПР, однако на него попросту не хватило денег. Началось бегство из партии. По итогу, было сформировано ещё несколько партий, которые были ликвидированы.

## Социал-демократия в современной России
После ликвидации в 2007 году последней социал-демократической партии в России РОСДП во главе с Горбачевым эту нишу пыталась занять партия СРЗП (Справедливая Россия). 7 марта 2022 года, она была исключена из Социнтерна за поддержку войны с Украиной.
На данный момент социал-демократов в России представляют две организации: Социал-демократы России и Левое социалистическое действие. Обе организации объединены в коалицию «Союз демократических социалистов».
| Логотип                             | Название                                                 | Время существования | Примечания |
| Партии                              | Партии                                                   | Партии              | Партии |
| ----------------------------------- | -------------------------------------------------------- | ------------------- | --- |
|                                     | Лейбористская партия России                              | ???? — 2001         | |
|                                     | Социал-демократическая партия России (объединённая)      | 1990 — 2011         | Создана из ДемСоюза, из 6 народных депутатов СССР, 4 — народных депутатов РСФСР, 41 — местных Советов. Члены СДПР входили в Верховный совет РСФСР и Съезд народных депутатов России и СССР. |
|                                     | Гражданский союз                                         | 1992 — 1994         | Антиельцинский социал-демократический избирательный блок |
|                                     | Российская социал-демократическая народная партия        | 1994 — 1998         | |
|                                     | Российский социал-демократический союз                   | 1995 — 1998         | |
|                                     | Российская партия социальной демократии                  | 1995 — 2002         | Право-социал-демократическая, социал-либеральная. |
|                                     | Партия самоуправления трудящихся                         | 1995 — 2008         | |
|                                     | Российская объединённая социал-демократическая партия    | 2000 — 2001         | Короткоживущая партия Михаила Горбачева. В 2001 одна из учредителей СДПР. |
|                                     | Социал-демократическая партия России                     | 2001 — 2007         | Молодёжная организация — РСДСМ (до 2004 года). |
|                                     | Союз социал-демократов                                   | 2007 — 2013         | |
|                                     | Социал-демократическая партия России                     | 2012 — 2019         | Партия-спойлер. |
|                                     | Социал-демократы России                                  | 2022 — н. в.        | Учредительная инициатива по созданию прогрессивной социал-демократической партии. |
| Организации, движения и объединения |                                                          |                     | |
|                                     | Движение «Социал-демократы»                              | ???? — 2001         | |
|                                     | Левое социалистическое действие (Левые социал-демократы) | 2007 — н. в.        | Объединение левых социал-демократов и демократических социалистов. |
|                                     | Российское социалистическое движение                     | 2011 — 2024         | Зонтичное объединение левых сил, включало в себя социал-демократов. |
|                                     | Российский социал-демократический союз молодёжи          | 2000 — 2025         | |